# Lépanges-sur-Vologne
Lépanges-sur-Vologne – miejscowość i gmina we Francji, w regionie Grand Est, w departamencie Wogezy.
Według danych na rok 1990 gminę zamieszkiwało 1006 osób, a gęstość zaludnienia wynosiła 133 osób/km² (wśród 2335 gmin Lotaryngii Lépanges-sur-Vologne plasuje się na 370. miejscu pod względem liczby ludności, natomiast pod względem powierzchni na miejscu 785.).